# EX-A2
La autovía EX-A2 pertenece a la red de carreteras de titularidad de la Junta de Extremadura.
Tiene su origen en la autovía del Suroeste (A-5) cerca de la localidad de Miajadas y tiene su final en la EX-206, carretera que une Don Benito y Villanueva de la Serena.
Su trazado sigue, básicamente, paralela a la EX-106, carretera que no sustituye y que fue repuesta en los tramos en que se cruzaban.

## Tramos
| Denominación | Tramo                  | Año servicio | km |
| ------------ | ---------------------- | ------------ | -- |
| EX-A2        | Miajadas - Vegas Altas | 2006         | 24 |

## Salidas
| Velocidad | Esquema | Salida | Sentido Vegas Altas (ascendente)                              | Sentido Miajadas (descendente)                                | Carretera |
| --------- | ------- | ------ | ------------------------------------------------------------- | ------------------------------------------------------------- | --------- |
|           |         | 0      | Madrid - Mérida - Badajoz                                     | Madrid - Mérida - Badajoz                                     | A-5 E90   |
|           |         | 6      | Miajadas - Vivares                                            | Miajadas - Vivares                                            | EX-106    |
|           |         | 8      | Vivares Casar de Miajadas - Valdehornillos                    | Vivares Casar de Miajadas - Valdehornillos                    | EX-106    |
|           |         | 15     | Mérida - Badajoz - Ciudad Real                                | Mérida - Badajoz - Ciudad Real                                | N-430     |
|           |         | 20     | Don Benito                                                    | Don Benito                                                    | EX-A2-R1  |
|           |         | 23     | Villanueva de la Serena                                       | Villanueva de la Serena                                       | EX-A2-R2  |
|           |         | 24     | Villanueva de la Serena Don Benito Avenida de las Vegas Altas | Villanueva de la Serena Don Benito Avenida de las Vegas Altas | EX-206    |

### Otros datos de interés
(IMD, estructuras singulares, tramos desdoblados, etc.).
Los datos sobre Intensidades Medias Diarias en el año 2015 son los siguientes:
| P. K.                                                   | IMD   | Ligeros | Pesados | % Pesados |
| ------------------------------------------------------- | ----- | ------- | ------- | --------- |
| 0+900 (Miajadas)                                        | 3.231 | 2.887   | 344     | 10,7      |
| 14+300 (Ruecas)                                         | 5.517 | 5.071   | 446     | 8,1       |
| 16+300 (Don Benito)                                     | 9.127 | 8.458   | 669     | 7,3       |
| 24+500 (Villanueva de la Serena)                        | 4.386 | 4.167   | 219     | 5,0       |
| EX-A2-R1 0+100 (Acceso oeste a Don Benito)              | 3.462 | 3.169   | 293     | 8,5       |
| EX-A2-R2 1+000 (Acceso norte a Villanueva de la Serena) | 4.194 | 3.960   | 234     | 5,6       |